# Oncilorpheus stebbingi
Oncilorpheus stebbingi is een pissebed uit de familie Cirolanidae. De wetenschappelijke naam van de soort is voor het eerst geldig gepubliceerd in 1971 door A.Z. Paul & Robert J. Menzies.